# Tokatspor Külübu
Il Tokatspor Külübu è una società calcistica con sede a Tokat, in Turchia, che nel 2013-2014 milita nella TFF 2. Lig, la terza serie del campionato turco.
Fondato nel 1969, il club gioca le partite in casa al Gaziosmanpaşa Stadium.
I colori sociali sono il bianco ed il rosso.

## Rosa
| N. |                    | Ruolo | Calciatore         |
| -- | ------------------ | ----- | ------------------ |
| 60 | Turchia (bandiera) | P     | Mehmet Dönmezdemir |
| 61 | Turchia (bandiera) | D     | Furkan Özyurt      |
| 35 | Turchia (bandiera) | D     | Oğuz Özden         |
| 2  | Turchia (bandiera) | D     | Alihan Kubalas     |
| 6  | Turchia (bandiera) | D     | Hacı Kalın         |
| 20 | Turchia (bandiera) | C     | Haluk Ulaşoğlu     |
| 21 | Turchia (bandiera) | C     | Serkan Doğan       |
| 53 | Turchia (bandiera) | C     | Ozan Solak         |
| 11 | Turchia (bandiera) | C     | Emin Yalın         |
| 10 | Turchia (bandiera) | C     | Ercan Güneri       |
| 22 | Turchia (bandiera) | A     | Taylan Uzunoğlu    |

| N. |                    | Ruolo | Calciatore       |
| -- | ------------------ | ----- | ---------------- |
| 88 | Turchia (bandiera) | P     | Erhan Kuşkapan   |
| 1  | Turchia (bandiera) | P     | Harun Sevren     |
| 5  | Turchia (bandiera) | D     | Emrah Tanta      |
| 3  | Turchia (bandiera) | D     | Emrah Umut       |
| 7  | Turchia (bandiera) | C     | Uğur Yanıkdemir  |
| 29 | Turchia (bandiera) | C     | Vedat Aşkan      |
| 14 | Turchia (bandiera) | C     | Ali Akdemir      |
| 47 | Turchia (bandiera) | C     | Veysi Durmaz     |
| 4  | Turchia (bandiera) | C     | Fatih Özdemir    |
| 32 | Turchia (bandiera) | C     | Emrah Görkem Alp |
| 8  | Turchia (bandiera) | A     | Rıdvan Gökçe     |
| 77 | Turchia (bandiera) | D     | Gökhan Payal     |

## Statistiche
- TFF 1. Lig: 1980-1983
- TFF 2. Lig: 1969-1980, 1983-2003, 2006-2007, 2008-
- TFF 3. Lig: 2003-2006, 2007-2008

## Palmarès
- TFF 3. Lig: 2

2000-2001, 2007-2008